# Lotteribedrägeri
Lotteribedrägeri är en typ av bedrägeri som börjat förekomma på 2000-talet i stor omfattning.
Det går till så att e-post skickas i stora mängder (spam) med innehållet att mottagaren har vunnit en stor summa, oftast några miljoner kronor på ett lotteri, och det är bara att hämta ut vinsten. Lotteriet i fråga brukar vara en etablerat lotteri i en västeuropeiskt land, till exempel Tyskland eller Nederländerna, dock oftast inte samma som offrets hemland.
Lotteriföretaget i fråga har inget med själva brevet att göra, utan det är en täckmantel.
För att få den så kallade stora lotterivinsten måste man betala in en administrativ avgift, vinstskatt, eller en bankavgift eller liknande. Syftet är att lura offret.
Tänk på följande:
- Man kan inte vinna på ett lotteri utan att köpa en lott.
- Lotteriföretag i Europa skickar inte meddelanden om vinst via e-post, särskilt inte med en hotmail-adress som svarsadress.
- Framför allt kräver de inte vinstskatt eller bankavgift i förskott. Sådant dras alltid från vinsten och vinstsumman är netto.

Dessa e-brev har tidvis skickats i så stora mängder att samma person fått flera "miljonvinster" från olika lotterier.

## Exempel på brev som skickats
| Dear Prize Winner, We happily announce to you the draw of the VWD E-Lottery programs held on the 30th October, 2006 in London.Your e-mail address attached to ticket number: 304 23258748 541 with Serial number 347/06 drew the lucky numbers: 22-8-5-13-25-6,which subsequently won you the lottery in the 2nd category.You are therefore, been approved to claim a total sum of £1,327,182.00(One million, three hundred and twenty seven thousand, One Eighty two British Pounds Sterling) in cash credited to file DRP/5080332405/06.This is from a total cash prize of £102 Million Pounds Sterling, shared amongst the first Fifty (50) lucky winners in this category. This year's Lottery Program Jackpot is the largest ever for British Lottery .The estimated £102 Million jackpot would be the sixth-biggest in U.K. history. The biggest was the £253 Million jackpot that went to two winners in a May 2005 drawing of The Big Game, Mega Millions' predecessor. Please note that your lucky winning number falls within our European booklet representative office in Europe as indicated in our play coupon. In view of this, your £1,327,182.00(One million, three hundred and twenty seven thousand, One Eighty two British Pounds Sterling) would be released to you by our affiliate bank in London. Our agent will immediately commence the process to facilitate the release of your funds to you as soon as you make contact with her. All participants were selected randomly from World Wide Web site through computer draw system and extracted from over 100,000 companies.This promotion takes place annually. For security reasons, you are advised to keep your winning information confidential till your claims is processed and your money remitted to you in whatever manner you deem fit to claim your prize. This is to avoid double claims amongst other anticipated glitches that may and could lead to your prize being diverted. Please be warned. To file for your claim, please fill the form below and send to your fiduciary agent with the below details for processing of your claims. ...Svarsblankett... ...Namn och adress och e-postadress(hotpop.com)... To avoid unnecessary delays and complications, please quote your reference/batch numbers in any correspondences with us or our designated agent. Congratulations once more from all members and staffs of this program.Thank you for being part of our promotional lottery program. Sincerely, James Smith. Online Coordinator. |